# Reina (kommunhuvudort)
Reina är en kommunhuvudort i Spanien.   Den ligger i provinsen Provincia de Badajoz och regionen Extremadura, i den sydvästra delen av landet, 300 km sydväst om huvudstaden Madrid. Reina ligger 697 meter över havet och antalet invånare är 189.
Terrängen runt Reina är kuperad åt sydväst, men åt nordost är den platt. Reina ligger uppe på en höjd. Runt Reina är det mycket glesbefolkat, med 5 invånare per kvadratkilometer. Närmaste större samhälle är Llerena, 8,0 km nordväst om Reina. 